# Естроген
Естрогени припадају групи стероида и представљају примарни женски сексуални хормон (присутни су и код мушких јединки, али у мањим количинама). Они су одговорни за развој и регулацију женског репродуктивног система и секундарних полних карактеристика. Постоје три главна ендогена естрогена која имају естрогену хормоналну активност: естрон (Е1), естрадиол (Е2) и естриол (Е3). Естрадиол, естран, је најмоћнији и најзаступљенији. Други естроген зван естетрол (Е4) производи се само током трудноће. Име им потиче од еструс: лат. oestrus, грч. οἶστρος — страст (период плодности код женки сисара) и ген: стварати.
Естрогени се синтетишу код свих кичмењака и неких инсеката. Њихово присуство код кичмењака и инсеката сугерише да естрогени полни хормони имају древну еволуциону историју. Квантитативно, естрогени циркулишу на нижим нивоима од андрогена код мушкараца и код жена. Иако су нивои естрогена код мушкараца знатно нижи у поређењу са женама, естрогени ипак имају важну физиолошку улогу код мушкараца.
Као и сви стероидни хормони, естрогени лако дифундирају кроз ћелијску мембрану. Једном у ћелији, они се везују и активирају естрогенске рецепторе (ЕР) који затим модулирају експресију многих гена. Поред тога, естрогени се везују и активирају мембранске естрогенске рецепторе за брзо сигнализирање (mER), као што су GPER (GPR30).
Поред улоге природних хормона, естрогени се користе као лекови, на пример у хормонској терапији у менопаузи, хормонској контроли рађања и феминизирајућој хормонској терапији за трансродне жене, интерсексуалне особе и небинарне људе.
Синтетички и природни естрогени су пронађени у околини и називају се ксеноестрогени. Естрогени су међу широким спектром једињења која ометају ендокрину функцију и могу изазвати здравствене проблеме и репродуктивну дисфункцију код дивљих животиња и код људи.

## Типови
Четири најважнија естрогена који се код жена природно јављају су естрон (Е1) - производи се током менопаузе, естрадиол (Е2) - доминантан код жена које нису трудне, естриол (Е3) - примарни естроген у трудноћи, и естетрол (Е4). Естрадиол (Е2) је преовлађујући естроген током репродуктивних година како у погледу апсолутних нивоа у серуму тако и у смислу естрогенске активности. Током менопаузе, естрон је доминантни циркулирајући естроген, а током трудноће естриол је доминантан циркулирајући естроген у смислу нивоа у серуму. Унет поткожном инјекцијом код мишева, естрадиол је око 10 пута јачи од естрона и око 100 пута јачи од естриола. Дакле, естрадиол је најважнији естроген код нетрудних жена које су између менархе и менопаузе. Међутим, током трудноће ова улога прелази на естриол, а код жена у постменопаузи естрон постаје примарни облик естрогена у телу. Друга врста естрогена под називом естетрол (Е4) се производи само током трудноће. Сви различити облици естрогена се синтетишу из андрогена, посебно тестостерона и андростендиона, помоћу ензима ароматазе.
Мање заступљени ендогени естрогени, чија биосинтеза не укључује ароматазу, укључују 27-хидроксихолестерол, дехидроепиандростерон (DHEA), 7-оксо-DHEA, 7α-хидрокси-DHEA, 16α-хидрокси-DHEA, 7β-хидроксиепиандростерон, андростендион (А4), и андростендиол (А5), 3α-андростандиол и 3β-андростандиол. Неки метаболити естрогена, као што су катехолни естрогени 2-хидроксиестрадиол, 2-хидроксиестрон, 4-хидроксиестрадиол и 4-хидроксиестрон, као и 16α-хидроксиестрон, такође су естрогени са различитим степеном активности. Биолошки значај ових мање заступљених естрогена није сасвим јасно.

#### Остали естрогени
За низ синтетичких и природних супстанци откривено је да поседују естрогенско дејство.
- Синтетичке супстанце ове врсте познате су као ксеноестрогени.
- Биљне творевине са естрогенском активношћу називају се фитоестрогени.
- Такве творевине код гљива зову се микоестрогени.

За разлику од естрогена које производе сисари, ове супстанце не морају бити стероиди.

## Физиолошко деловање естрогена
Деловање естрогена је посредовано естрогенским рецептором (ЕР), димерни нуклеарним протеином који се везује за ДНК и контролише експресију гена. Попут осталих стероидних хормона, естроген пасивно улази у ћелију где се везује и активира естрогенски рецептор. Комплекс естроген:ЕР везује се за специфичне секвенце ДНК које се називају елементом хормонског одговора да би се активирала транскрипција циљних гена (у студији која је као модел користила ћелијску линију карцинома дојке зависну од естрогена, идентификовано је 89 таквих гена). Пошто естроген улази у све ћелије, његово деловање зависи од присуства ЕР у ћелији. ЕР се изражава у одређеним ткивима, укључујући јајник, материцу и дојку. Метаболички ефекти естрогена код жена у постменопаузи повезани су са генетским полиморфизмом ЕР.
Иако су естрогени присутни код мушкараца и код жена, они су обично присутни на знатно вишим нивоима код жена у репродуктивном добу. Они промовишу развој женских секундарних сексуалних карактеристика, као што су дојке, а такође су укључени у задебљање ендометријума и друге аспекте регулације менструалног циклуса. Код мушкараца, естроген регулише одређене функције репродуктивног система важне за сазревање сперме и може бити неопходан за здрав либидо.
Физиолошки учинак код жена:
- Промене на полном систему:
  - Естрогени подстичу формирање секундарних полних обележја жене,
  - Стимулишу раст полних органа, а током менструацијског циклуса подстичу раст жлезда ендометријума и везање строме у матерници, а у јајоводу повећавају број и активност трепљастих ћелија.
  - Естрогени у дојкама подстичу раст система за излучивање млека (раст млечних жлезда и везивног ткива између њих, те накупљање масти).
- Промене у централном нервном систему:
  - Естрогени (заједно са прогестероном) коче ослобађање FSH и LH из хипофизе (негативна повратна спрега). За лучење FSH и LH потребан је GnRH (гонадотропин ослобађајући хормон) из хипоталамуса. Естроген утиче и на ниво лучења .
- Промене у осталим системима органа и појединим органима:
  - У костима смањују коштану ресорпцију, чиме повећавају стварање кости.
  - Вода и електролити: естрогени изазивају задржавање натријума и воде у организму, због хемијске сличности са хормонима надбубрежне жлезде.
  - Липиди : повећавају HDL (липопротеин високе густине), триглицериде, смањују LDL (липопротеин мале густине);
  - Пробавни систем: повећавају количину холестерола у жучи, а смањују покретљивост (мотилитет) црева;
  - Јетра: подстичу синтезу протеина;
  - Коагулација: подиже нивои фактора згрушавања (2, 7, 9, 10), антитромбина III, плазминогена и адхезивности тромбоцита;
  - Меланин: повећава количину феомеланин, а снижава еумеланина;
  - Кожа: естрогени повећавају дебљину кожног омотача и чине га глатким.[27][28]

### Преглед акција
- Маскулоскелеталне
  - Анаболичке: Повећава мишићну масу и снагу, брзину регенерације мишића и густину костију, повећану осетљивост на вежбање, пружа заштиту од оштећења мишића, јача синтезу колагена, повећава садржај колагена везивног ткива, тетива и лигамената, али и смањује укоченост тетива и лигаменти (нарочито током менструације). Смањена крутост тетива даје женама много мању предиспозицију за напрезање мишића, али меки лигаменти су много склонији повредама (ACL повреде су 2-8 пута чешће код жена него код мушкараца).[29][30][31][32]
  - Редукује ресорпцију костију, повећава формирање костију
  - Код мишева се показало да естроген повећава удео мишићних влакана који се најбрже трзају (тип IIX) за преко 40%.[33]
- Метаболичке
  - Антиинфламаторна својства
  - Убрзава метаболизам
  - Гиноидна дистрибуција масти: повећано складиштење масти или естрогена маст у неким деловима тела као што су груди, задњица и ноге, али смањена абдоминална и висцерална масноћа (андрогена гојазност).[34][35][36]
  - Естрадиол такође регулише потрошњу енергије, хомеостазу телесне тежине, и чини се да има много јаче ефекте против гојазности од тестостерона уопште.[37]
  - Друге структурне
  - Одржавање судова и коже
- Синтеза протеина
  - Повећање хепатичке продукције везујућих протеина
  - Повећање продукције хепатокина адропина.[38]
- Коагулација
  - Повећање циркулишућег нивоа фактора 2, 7, 9, 10, плазминогена
  - Смањење антитромбина III
  - Повећање адхезивности тромбоцита
  - Повећање vWF (естроген -> ангиотензин II -> вазопресин)
  - Повећање PAI-1 и PAI-2 такође кроз ангиотензин II
- Липид
- Повећање HDL, триглицерида
- Смањење LDL, накупљање масти
- Баланс флуида
  - Задржавање соли (натријум) и воде, укључујући отицање и едем лица[39][40]
  - Естроген је повезан са едемом, укључујући отицање лица и абдомена.
- Меланин
  - Познато је да естроген изазива потамњење коже, посебно лица и ареоле.[41] Жене бледе пути ће током трудноће развити смеђу и жућу кожу, као резултат повећања присуства естрогена, познатог као „маска трудноће“.[42] Естроген може објаснити зашто жене имају тамније очи од мушкараца, а такође и мањи ризик од рака коже од мушкараца; једна европска студија је открила да жене генерално имају тамнију кожу од мушкараца.[43][44]
- Функција плућа
  - Промовише функцију плућа подржавајући алвеоле (код глодара, али вероватно и код људи).[45]
- Сексуалнo
  - Посредује формирање женских секундарних полних карактеристика
  - Стимулише раст ендометријума
  - Поспешује раст материце
  - Увећава вагинално подмазивање
  - Подебљава зид вагине
- Облога материце
  - Естроген заједно са прогестероном промовише и одржава слузокожу материце у припреми за имплантацију оплођеног јајета и одржавање функције материце током периода гестације, такође повећава изражавање окситоцинског рецептора у миометријуму
- Овулација
  - Пораст нивоа естрогена изазива ослобађање лутеинизирајућег хормона, који затим покреће овулацију ослобађањем јајета из Графијанских фоликула у јајнику.
- Сексуално понашање
  - Естроген је неопходан женкама сисара да би се укључиле у лордозно понашање током еструса (када су животиње „у врућини“).[46][47] Ово понашање је неопходно за сексуалну пријемчивост код ових сисара и регулисано је вентромедијалним језгром хипоталамуса.[48]
  - Сексуални нагон зависи од нивоа андрогена[49] само у присуству естрогена, али без естрогена, ниво слободног тестостерона заправо смањује сексуалну жељу (уместо повећања сексуалне жеље), као што је показано код оних жена које имају хипоактивни поремећај сексуалне жеље, и сексуална жеља код ових жена може се повратити применом естрогена (користећи оралне контрацептиве).[50]

### Женско пубертетско развиће
Естрогени су одговорни за развој женских секундарних полних карактеристика током пубертета, укључујући развој груди, ширење кукова и расподелу масти код жена. Насупрот томе, андрогени су одговорни за раст стидних и телесних длачица, као и за акне и аксиларни мирис.

#### Развиће дојки
Естроген, заједно са хормоном раста (GH) и његовим секреторним производом инсулину сличним фактором раста 1 (IGF-1), је критичан у посредовању развоја дојке током пубертета, као и сазревања дојке током трудноће у припреми лактације и дојења. Естроген је примарно и директно одговоран за индуковање дукталне компоненте развића дојке, као и за изазивање таложења масти и раста везивног ткива. Такође је индиректно укључен у лобулоалвеоларну компоненту, повећањем експресије рецептора прогестерона у дојкама и индукције лучења пролактина. Дозвољени естрогеном, прогестерон и пролактин раде заједно како би довршили лобулоалвеоларно развиће током трудноће.
Андрогени као што је тестостерон снажно се супротстављају деловању естрогена у грудима, на пример смањењем експресије естрогенских рецептора у њима.

### Женски репродуктивни систем
Естрогени су одговорни за сазревање и одржавање вагине и материце, а такође су укључени у функцију јајника, као што је сазревање фоликула јајника. Поред тога, естрогени играју важну улогу у регулацији секреције гонадотропина. Из ових разлога, естрогени су потребни за женску плодност.

### Неуропротекција и поправка ДНК
Механизми поправке ДНК регулисани естрогеном у мозгу имају неуропротективне ефекте. Естроген регулише транскрипцију гена за исечну поправку база ДНК, као и транслокацију ензима за поправку база између различитих подћелијских компартмана.

### Мозак и понашање

#### Сексуални нагон
Естрогени су укључени у либидо (сексуални нагон) код жена и код мушкараца.

#### Спознаја
Резултати вербалне меморије се често користе као једна од мера когниције вишег нивоа. Ови резултати варирају у директној пропорцији са нивоима естрогена током менструалног циклуса, трудноће и менопаузе. Штавише, естрогени када се дају убрзо након природне или хируршке менопаузе спречавају смањење вербалне меморије. Насупрот томе, естрогени имају мали утицај на вербалну меморију ако се први пут дају годинама након менопаузе. Естрогени такође имају позитиван утицај на друге мере когнитивне функције. Међутим, ефекат естрогена на когницију није униформно повољан и зависи од времена дозе и типа когнитивне вештине која се мери.
Заштитни ефекти естрогена на когницију могу бити посредовани антиинфламаторним ефектима естрогена у мозгу. Студије су такође показале да  Мет алел гена и ниво естрогена посредују у ефикасности задатака радне меморије зависне од префронталног кортекса. Истраживачи су позвали на даља истраживања како би се осветлила улога естрогена и његов потенцијал за побољшање когнитивних функција.

#### Ментално здравље
Сматра се да естроген игра значајну улогу у менталном здрављу жена. Изненадно повлачење естрогена, флуктуација естрогена и периоди стално ниских нивоа естрогена корелирају са значајним снижавањем расположења. Показало се да је клинички опоравак од постпорођајне, перименопаузе и постменопаузалне депресије ефикасан након што се нивои естрогена стабилизују и/или поврате. Менструална егзацербација (укључујући менструалну психозу) је типично изазвана ниским нивоом естрогена, и често се погрешно сматра предменструалним дисфоричним поремећајем.
Компулзије код мужјака лабораторијских мишева, попут оних код опсесивно-компулзивног поремећаја (OCD), могу бити узроковане ниским нивоом естрогена. Када су нивои естрогена повећани због повећане активности ензима ароматазе код мужјака лабораторијских мишева, OCD ритуали су се драматично смањили. Нивои хипоталамусног протеина у гену COMT су побољшани повећањем нивоа естрогена за који се верује да враћа мишеве који манифестују OCD ритуале у нормалну активност. Ултиматно се сумња на недостатак ароматазе који је укључен у синтезу естрогена код људи има терапеутске импликације код људи који имају опсесивно-компулзивни поремећај.
Показало се да локална примена естрогена у хипокампусу пацова инхибира поновно преузимање серотонина. Насупрот томе, показало се да локална примена естрогена блокира способност флувоксамина да успори уклањање серотонина, што сугерише да на исте путеве који су укључени у SSRI ефикасност такође могу утицати компоненте локалних сигналних путева естрогена.

#### Родитељство
Студије су такође откриле да су очеви имали ниже нивое кортизола и тестостерона, али виши ниво естрогена (естрадиола) од неочева.

#### Преједање
Естроген може играти улогу у сузбијању преједања. Хормонска супституциона терапија коришћењем естрогена може бити могући третман за претерано конзумирање хране код жена. Показало се да замена естрогена потискује понашање преједања код женки мишева. Механизам којим замена естрогена инхибира једење налик на преједање укључује замену серотонинских (5-HT) неурона. Утврђено је да жене које испољавају претерано једење имају повећано преузимање 5-HT неурона у мозгу, а самим тим и мање неуротрансмитера серотонина у цереброспиналној течности. Естроген ради на активирању 5-HT неурона, што доводи до супресије понашања попут преједања.
Такође је сугерисано да постоји интеракција између нивоа хормона и једења у различитим тачкама женског менструалног циклуса. Истраживања су предвидела повећана емоционална једења током хормонског флукса, која карактеришу високи нивои прогестерона и естрадиола који се јављају током средње лутеалне фазе. Претпоставља се да се ове промене дешавају услед промена у мозгу током менструалног циклуса које су вероватно геномски ефекат хормона. Ови ефекти доводе до промена менструалног циклуса, које резултирају ослобађањем хормона што доводи до промена у понашању, посебно преједања и емоционалног једења. Ово се посебно јавља код жена које су генетски подложне фенотиповима преједања.
Преједање је повезано са смањењем естрадиола и повећаним прогестероном. Прогестерон може ублажити ефекте ниског естрадиола (као што је током нерегулисаног понашања у исхрани), али то може бити тачно само код жена које су имале клинички дијагнозиране епизоде преједања (BE). Дисрегулисана исхрана је снажније повезана са таквим хормонима јајника код жена са BE него код жена без тога.
Имплантација пелета 17β-естрадиола код мишева са овариектомијом значајно је смањила понашање у случају претераног једења, а GLP-1 инјекције код мишева са овариектомијом смањиле су понашање у претераном једењу.
Повезаност између преједања, фазе менструалног циклуса и хормона јајника је у корелацији.

#### Маскулинизација код глодара
Код глодара, естрогени (који су локално ароматизовани од андрогена у мозгу) играју важну улогу у психосексуалној диференцијацији, на пример, маскулинизирајуће територијално понашање; исто не важи и за људе. Сматра се да код људи маскулинизујући ефекти пренаталних андрогена на понашање (и друга ткива, са могућим изузетком ефеката на кости) делују искључиво преко андрогеног рецептора. Сходно томе, доведена је у питање корисност модела глодара за проучавање људске психосексуалне диференцијације.

### Скелетни систем
Естрогени су одговорни и за пубертетски скок раста, који узрокује убрзање линеарног раста, и за епифизно затварање, што ограничава висину и дужину удова, и код жена и код мушкараца. Поред тога, естрогени су одговорни за сазревање костију и одржавање минералне густине костију током живота. Због хипоестрогенизма, ризик од остеопорозе се повећава током менопаузе.

### Кардиоваскуларни систем
Жене су мање погођене срчаним обољењима због васкуло-заштитног деловања естрогена који помаже у превенцији атеросклерозе. Такође помаже у одржавању деликатне равнотеже између борбе против инфекција и заштите артерија од оштећења, чиме се смањује ризик од кардиоваскуларних болести. Током трудноће, високи нивои естрогена повећавају коагулацију и ризик од венске тромбоемболије. Показало се да естроген појачава регулацију пептидног хормона адропина.

### Имунски систем
Ефекат естрогена на имунску систем се генерално сматра да је Th2 фаворизован, а не супресиван, као што је случај са дејством мушког полног хормона – тестостерона. Заиста, жене боље реагују на вакцине, инфекције и генерално имају мању вероватноћу да развију рак, а компромис овога је што је већа вероватноћа да ће развити аутоимунску болест. Th2 промена се манифестује смањењем ћелијског имунитета и повећањем хуморалног имунитета (производња антитела) га помера са ћелијског на хуморално смањењем ћелијски посредованог имунитета и повећањем Th2 имунолошког одговора стимулисањем производње IL-4 и Th2 диференцијацијеж. Имунски одговори типа 1 и типа 17 су смањени, вероватно барем делимично због IL-4, који инхибира Th1. Ефекат естрогена на различите типове ћелија имунског система је у складу са његовом Th2 пристрасношћу. Активност базофила, еозинофила, М2 макрофага је појачана, док је активност НК ћелија смањена. Конвенционалне дендритичне ћелије су пристрасне према Th2 под утицајем естрогена, док плазмацитоидне дендритичне ћелије, кључни играчи у антивирусној одбрани, имају повећано лучење IFN-g. Естроген такође утиче на Б ћелије тако што повећава њихов опстанак, пролиферацију, диференцијацију и функцију, што одговара већем броју антитела и Б ћелија који се генерално откривају код жена.
На молекуларном нивоу естроген индукује горе поменуте ефекте на ћелију путем деловања на интрацелуларне рецепторе назване ER α и ER β, који након лигације формирају било хомо или хетеродимере. Генетски и негенетски циљеви рецептора разликују се између хомо и хетеродимера. Лигација ових рецептора омогућава им да се транслоцирају у језгро и делују као транскрипциони фактори било везивањем елемената одговора естрогена (ERE) на ДНК или везивањем ДНК заједно са другим транскрипционим факторима, нпр. Nf-kB или AP-1, од којих оба доводе до регрутовања РНК полимеразе и даљег ремоделовања хроматина. Такође је документован и нетранскрипциони одговор на стимулацију естрогена (назван мембрански иницирано стероидно сигнализирање, MISS). Овај пут стимулише ERK и PI3K/AKT путеве, за које је познато да повећавају ћелијску пролиферацију и утичу на ремоделовање хроматина.

### Повезани услови
Истраживачи су укључили естрогене у различита стања зависна од естрогена, као што је ЕР-позитиван рак дојке, као и низ генетских стања која укључују естрогенску сигнализацију или метаболизам, као што су синдром неосетљивости на естроген, недостатак ароматазе и синдром вишка ароматазе.
Висок ниво естрогена може појачати реакције хормона стреса у стресним ситуацијама.

## Биохемија

### Биосинтеза
Естрогене код жена производе првенствено јајници, а током трудноће плацента. Фоликул-стимулишући хормон (FSH) стимулише производњу естрогена у јајницима од стране гранулозних ћелија фоликула јајника и жутог тела. Неке естрогене производе у мањим количинама и друга ткива као што су јетра, панкреас, кости, надбубрежне жлезде, кожа, мозак, масно ткиво и дојке. Ови секундарни извори естрогена су посебно важни код жена у постменопаузи. Пут биосинтезе естрогена у екстрагонадним ткивима је другачији. Ова ткива нису у стању да синтетишу C19 стероиде и стога зависе од залиха C19 из других ткива и нивоа ароматазе.
Код жена, синтеза естрогена почиње у ћелијама унутрашњег фоликулског спремника у јајнику, синтезом андростендиона из холестерола. Андростендион је супстанца слабе андрогене активности која претежно служи као прекурзор за снажније андрогене као што су тестостерон као и естроген. Ово једињење прелази базалну мембрану у околне гранулозне ћелије, где се претвара или одмах у естрон, или у тестостерон, а затим у естрадиол у додатном кораку. Претварање андростендиона у тестостерон катализује 17β-хидроксистероид дехидрогеназа (17β-HSD), док конверзију андростендиона и тестостерона у естрон, односно естрадиол катализује ароматаза, ензими који су оба изражена у гранулозним ћелијама. Насупрот томе, гранулозним ћелијама недостају 17α-хидроксилаза и 17,20-лиаза, док тека ћелије изражавају ове ензиме и 17β-HSD, али немају ароматазу. Дакле, и гранулозне и тека ћелије су неопходне за производњу естрогена у јајницима.
Нивои естрогена варирају током менструалног циклуса, а највиши нивои су близу краја фоликуларне фазе непосредно пре овулације. Треба имати на уму да код мушкараца, естроген такође производе Сертолијеве ћелије када се FSH везује за њихове FSH рецепторе.

### Дистрибуција
Естрогени су везују за протеине плазме, албумин и/или глобулин који везује полне хормоне у циркулацији.

### Метаболизам
Естрогени се метаболишу хидроксилацијом помоћу ензима цитокрома П450 као што су CYP1A1 и CYP3A4 и конјугацијом са естроген сулфотрансферазама (сулфатација) и УДП-глукуронилтрансферазама (глукуронидација). Поред тога, естрадиол се дехидрогенише помоћу 17β-хидроксистероид дехидрогеназе у много мање потентан естрогенски естрон. Ове реакције се јављају првенствено у јетри, али и у другим ткивима.

### Излучивање
Естрогене инактивирају првенствено бубрези и јетра и излучују се путем гастроинтестиналног тракта у облику конјугата, који се налазе у фекалијама, жучи и урину.

## Медицинска примена
Естрогени делују на функције многих телесних органа, па је при њиховој примени у лечењу потребан опрез, због могућих попратних појава. Доказано је да спољна примена естрогена повећава ризик за настанак рака дојке или рака ендометријума матернице. Није занемарив ни њихов учинак на крвне судове и факторе згрушавања, што може довести до срчаног удара, дубоке венске тромбозе или плућне емболије.

### Лечење хормонским надомештањем
Заједно са осталим хормонима, естрогени се користи код жена у менопаузи, као превенција остеопорозе, као и симптома менопаузе као што су таласи врућине („валунзи“), ноћно знојење, несаница, палпитација, главобоља, тескоба, депресија, умор, малаксалост. Контраиндикације при употреби естрогена као средства за лечење хормонским надомештањем су тромбоемболија и тумор дојке.

### Хормонска контрацепција
Основни механизам деловања естрогена (заједно са прогестероном) у хормонској контрацепцији је негативна повратна спрега на лучења FSH ii LH из хипофизе, зато што делују и на хипоталамус, изазивајући изостанак овулације (FSH и LH су потребни за овулацију) у јајнику.

### Остала примена у медицини
Естрогени се употребљавају и у лечењу атрофије вагине, хипоестрогенизма (последица хипогонадизма, кастрације), аменореје, дисменореје, и олигоменореје. Могу се користити и за заустављање лактације након порода.

## Историја
Године 1929, Адолф Бутенандт и Едвард Аделберт Доизи су независно изоловали и пречистили естрон, први откривени естроген. Затим су естриол и естрадиол откривени 1930. и 1933. године. Убрзо након њиховог открића, естрогени, природни и синтетички, уведени су за медицинску употребу. Примери укључују естриол глукуронид (еменин, прогинон), естрадиол бензоат, конјуговане естрогене (премарин), диетилстилбестрол и етинилестрадиол.
Реч естроген потиче од старогрчког. Потиче од „естрос” (периодично стање сексуалне активности код женки сисара) и генос (генерисање). Први пут је објављен током раних 1920-их и наведен као „оестрин“. Са годинама, амерички енглески језик је прилагодио правопис естрогена да одговара његовом фонетском изговору.

## Друштво и култура

### Етимологија
Име естроген потиче од грчког οἶστρος (oîstros), што дословно значи „надахнутост“ или „инспирација“, али фигуративно сексуална страст или жеља, и суфикса -ген, што значи „произвођач“.

### Животна средина
У животној средини је идентификован низ синтетичких и природних супстанци које поседују естрогенску активност и називају се ксеноестрогени.
- Синтетичке супстанце као што је бисфенол А, као и металоестрогени (нпр. кадмијум).
- Биљни производи са естрогенском активношћу називају се фитоестрогени (нпр. куместрол, даидзеин, генистеин, мироестрол).
- Они које производе гљиве су познати као микоестрогени (нпр. зеараленон).

Естрогени спадају у широк спектар једињења која ометају рад ендокриног система (EDC) јер имају високу естрогенску моћ. Када EDC уђе у животну средину, може изазвати мушку репродуктивну дисфункцију код дивљих животиња и људи. Естроген излучен из домаћих животиња улази у системе неслане воде. Током периода размножавања рибе су изложене ниским нивоима естрогена који могу изазвати репродуктивну дисфункцију код мужјака.

### Козметика
Неки шампони за косу на тржишту укључују естрогене и екстракте плаценте; други садрже фитоестрогене. Године 1998, постојали су извештаји о случајевима четири афроамеричке девојке које су развиле дојке у предпубертетском периоду након излагања овим шампонима. Године 1993, ФДА је утврдила да сви лекови који се користе без рецепта и који садрже хормоне за људску употребу нису генерално признати као безбедни и ефикасни и да су погрешно брендирани. Пратеће предложено правило се односи на козметику, у којем се закључује да свака употреба природних естрогена у козметичком производу чини производ неодобреним новим леком и да сваки козметички производ који користи термин „хормон“ у тексту етикете или у изјави о свом састојку подлеже подразумеваној тврдњи о леку, те да је такав производ подложан регулаторним мерама.
Осим што се сматрају лековима погрешног бренда, производи за које се тврди да садрже екстракт плаценте могу се такође сматрати козметичким производима погрешног бренда ако је екстракт припремљен од плаценти из којих су уклоњени хормони и друге биолошки активне супстанце и екстрахована супстанца се углавном састоји од протеина. ФДА препоручује да се ова супстанца идентификује другим именом осим „екстракт плаценте“ са прецизнијим описом њеног састава, јер потрошачи повезују назив „екстракт плаценте“ са терапијском употребом неке биолошке активности.